# Dólar
Dólar er en by og kommune i det sydøstlige Spanien i provinsen Granada. Den har et indbyggertal på 606 (2024) indbyggere.